# 三四郎のオールナイトニッポンシリーズ
『三四郎のオールナイトニッポンシリーズ』（さんしろうのオールナイトニッポンシリーズ）は、お笑いコンビの三四郎（小宮浩信・相田周二）がパーソナリティを担当するニッポン放送のラジオ番組の総称。
2015年3月から2019年3月までは『三四郎のオールナイトニッポン0(ZERO)』、2019年4月から2021年3月までは『三四郎のオールナイトニッポン』が放送され、2021年4月からは再度『三四郎のオールナイトニッポン0(ZERO)』として放送している。

## 概要
三四郎は2014年1月1日未明（12月31日深夜）に放送された『オールナイトニッポンGOLD 初笑いSP』で優勝を勝ち取り、同年3月に初めてパーソナリティを担当。相田の兄を題材にしたネタコーナーや2人のトークが好評を博し、計3回の単発放送を経てレギュラーを獲得した。その後、2015年3月23日、『ニッポン放送春のキャンペーン＆オールナイトニッポン新パーソナリティ記者会見』に出席した三四郎の小宮浩信は「飛躍的にテレビとかの露出も増えて完全に売れかけてると思うので、この勢いで行きたい。相田と中学からの仲なので学生時代の話もできたら」と、また、相田周二は「教室の隅でじゃれ合ってるようなラジオができればいい」とそれぞれ、意気込みを語った。
2016年3月23日に行われた記者会見で、4月1日から金曜日に放送時間を移動して継続すると発表。以降も金曜の同枠で番組を継続し、2019年3月9日放送分で同年4月からの金曜1部昇格を発表。『三四郎のオールナイトニッポン』としてリニューアルすることを発表した。ZERO枠での放送期間4年は当時史上最長、旧2部枠時代を含めても『谷山浩子のオールナイトニッポン』と並び最長である。
2021年2月27日放送分にて、『霜降り明星のオールナイトニッポン0(ZERO)』とスワップする形で同年4月から再び金曜2部の時間帯に移動することを発表。「0(ZERO)」枠から一部に昇格した後に再び「0(ZERO)」枠へ復帰するのはアルコ&ピース（アルコ&ピースのオールナイトニッポン）以来2組目であり、プロデューサーの冨山雄一はこの改編について、「三四郎の2人は、ニッポン放送になくてはならないパーソナリティです。ANN0で4年、そしてANNで2年、そして今回ANN0に“凱旋”（番組での本人談）となりますが、これからもいろんな取り組みをさせていただければと思います。」と述べている。また、2021年4月から有料によるファンクラブ「バチボコプレミアムリスナー」が設立され、Spotifyのポッドキャストを用いた他番組と異なり、番組のアーカイブは当サイトで配信されるほか、ファンクラブ限定コンテンツの配信も行われている。
2024年4月からは2015年3月からのANN0一期、2019年に昇格したANN1部期、2021年からのANN0二期の期間を含めて、放送期間が10年目に突入。同年6日（7日深夜）の放送では10周年を記念した番組イベント『ニッポン放送開局70周年 三四郎のオールナイトニッポン10周年記念 バチボコプレミアムライブ in 日本武道館』の開催を発表した。

## 放送時間
| 番組タイトル                        | 期間                          | 放送時間                              | 備考 |
| ----------------------------------- | ----------------------------- | ------------------------------------- | --- |
| 三四郎のオールナイトニッポン0(ZERO) | 2015年3月31日 - 2016年3月22日 | 水曜3:00 - 4:30 （火曜27:00 - 28:30） | NOTTVにおいて同時映像配信が行われた（5:00まで）。                                                                                                 |
| 三四郎のオールナイトニッポン0(ZERO) | 2016年4月1日 - 2019年3月30日  | 土曜3:00 - 5:00 （金曜27:00 - 29:00） | 南海放送・西日本放送は4:00までのネット。 2018年3月31日まで、LINE LIVEにおいて同時映像配信が行われた（放送終了後、5 - 10分程度の限定配信があり）。 |
| 三四郎のオールナイトニッポン        | 2019年4月5日 - 2021年3月26日  | 土曜1:00 - 3:00 （金曜25:00 - 27:00） | |
| 三四郎のオールナイトニッポン0(ZERO) | 2021年4月2日 -                | 土曜3:00 - 5:00 （金曜27:00 - 29:00） | 2023年10月7日から、17LIVEにおいて同時映像配信が行われている（放送終了後、5 - 10分程度のアフタートーク配信）。                                     |

## パーソナリティ
- 小宮浩信（前半のフリートークを担当）
- 相田周二（後半のフリートークを担当）

## テーマ曲
- オープニング（オールナイトニッポン）：ハーブ・アルパート&ザ・ティファナ・ブラス「BITTERSWEET SAMBA」
- エンディング（オールナイトニッポン）/ オープニング（オールナイトニッポン0(ZERO)）：MIYAVI「Ahead Of The Light」
  - この曲の冒頭の"Get Ahead"が「ゲラへー！」と歌っているように聞こえることから、直後に相田がエコー付きで「ゲラへー！」と叫ぶのが恒例になっているほか、番組内でこの曲のことを「ゲラへー」と代名詞的に呼ぶこともある。『0(ZERO)』では締めの挨拶を終えた後にも叫ぶ。
  - 2024年10月4日の『0(ZERO)』では、オープニング曲が通常時と異なって布袋寅泰の「RUSSIAN ROULETTE」が流れていたが、ここでも相田はエコー付きで「ゲラへー！」と叫んでいた。
- エンディング（オールナイトニッポン0(ZERO)）
  - 27時台：フジファブリック「赤黄色の金木犀」（火曜時代）／空想委員会「拝啓、我執」（金曜時代）
  - 28時台：ハーブ・アルパート&ザ・ティファナ・ブラス「BITTERSWEET SAMBA」
- CMフィラー
  - 金曜日、もしくは週末に関する曲が使用されていることが多い。また、2020年5月22日から、一部の放送局では流れなくなった。

過去（2015年 - 2019年）
- パスピエ「金曜日の天使」
- Sugar's Campaign「ホリデイ」
- Attractions「Rock'n the Weekend」
- 星野源「Week End」
- 乃木坂46「13日の金曜日」
- 三浦大知「決戦は金曜日」
- SHISHAMO「明日も」
- Mrs. GREEN APPLE「庶幾の唄」
- 銀杏BOYZ「ぽあだむ」

過去（2021年 - 2023年3月）
- 銀杏BOYZ「円光」
- サンボマスター「これで自由になったのだ」
- クリープハイプ「オレンジ」
- teto「Pain Pain Pain」
- SUPER BEAVER「なかま」
- back number「あかるいよるに」
- ハルカミライ「predawn」
- ELLEGARDEN「My Favorite Song」

過去（2023年4月 - 2024年10月）
- 銀杏BOYZ「円光」
- サンボマスター「美しき人間の日々」
- クリープハイプ「オレンジ」
- THE NAMPA BOYS「夜明けの太陽」
- SUPER BEAVER「ひたむき」
- GLIM SPANKY「時代のヒーロー」
- andymori「クラブナイト」
- ELLEGARDEN「My Favorite Song」

現在（2024年11月 - ）
CMフィラーの6曲目は、週替わりで過去のCMフィラー曲を含めて曲を固定せずに流されている。
- 銀杏BOYZ「円光」
- サンボマスター「美しき人間の日々」
- クリープハイプ「オレンジ」
- THE NAMPA BOYS「夜明けの太陽」
- SUPER BEAVER「ひたむき」
- 週替わり
- andymori「クラブナイト」
- ELLEGARDEN「My Favorite Song」

## コーナー
放送中は三四郎のオープニングトークとフリートークが長引いたり、リスナーからのリアクションメールを優先する事が多い事から、タイアップコーナー以外は行われない事が多い。

### 現在
スモーカージングル
2024年5月より開始。CM明けのジングルとして行われているコーナー。リスナーからのメールを相田が漫画「ONE PIECE」の登場キャラであるスモーカーのモノマネで読み上げる。

#### 不定期
バチボコ！
小宮が流行らせようとしている「バチボコ」というフレーズを使った文章を募集するコーナー。
「バチボコ」とは、ラジオ内で小宮が流行らせようと試みるもなかなか流行の兆しが見えていない造語で、「すごく」「とても」という意味合いがある。
新・ドラゴン桜→シン・ドラゴン桜2
相田がDVDを借りて観て以来ハマった2005年のドラマ『ドラゴン桜』を下敷きにしたコーナー。東大こそ正義、東大に入ったら間違いない、リスナーも東大に行くべきと考える相田先生の「どんな人が東大に行くべきなのか」という一言を募集する。テーマソングは、ドラゴン桜の主題歌であるmelody.の「realize」。受験シーズンが過ぎたため、2018年4月7日放送分で終了。ちなみに、その後も受験シーズンになると相田は毎年、桜木建二のモノマネをすることが恒例となっている。
『ドラゴン桜』の第2シーズンが始まったことを受け2021年5月8日の放送より復活。
塚本直毅 テニススクール
ラブレターズ・塚本直毅が大好きなテニスを語るコーナー。
小宮の欠席による代理でラブレターズが出演した際のみ行われる。

### 過去
ともゆき対平田
相田の兄「ともゆき」が書いているという、自分と同級生の平田とを比較するノートの内容を想像するコーナー。「◯◯（テーマ）・・・ともゆき、△△。平田、□□。勝者、平田」と、どのテーマでどちらが勝利したか、対決内容の投稿を募る。相田は「低レベルの戦いで、全部平田が勝つ」内容としている。コーナー導入時には、ジングルとしてサビに「知之（ともゆき）～♪」のフレーズがあるandymoriの楽曲「ジーニー」を用いていた。
週末エンタメ情報
充実した週末を過ごすためのエンタメ情報を募集するコーナー。相田は「この番組に情報性がプラスされると、まさに天下無敵状態」と言うが、大概地方のマイナーなイベント情報ばかりが紹介され、小宮に毎度ツッコまれる展開が恒例である。2016年1月19日の放送で終了。その後も数回、ゴールデンウィーク限定で復活している。
有楽町グレイテストヒットメガランキング
2015年6月30日に開始。曲名とその曲が自分にどう聞こえているのか募集するコーナー。2016年6月24日の放送で終了。
コミクシー・ダズ・有楽町
覆面芸術家「バンクシー」の実の兄（という設定）、「コミクシー」のアートのアイデアを募集するコーナー。このコーナーのみ募集用のメールアドレスが異なる。2016年7月8日に開始し、9月16日の放送で終了。
レリセッゴー
2016年9月23日開始。三代目 J Soul Brothersの楽曲『Feel So Alive』の曲中「1,2,3,4」の前に何かしらの前置きを書き、『準備はまだか グズグズするな Ready set go』の部分に当て込むワードを募集するコーナー。11月4日の放送で終了。
人生のルート
2016年1月26日開始。とある人生の出来事の過程（ルート）の結果が「DEATH（悪い）」か「HEAVEN（良い）」だったのか、という文章を募集するコーナー。2016年1月12日放送分の小宮のフリートークを受けたリスナーのメールから派生した。2017年1月20日の放送で終了。
U!A!
2017年1月27日開始。『「絶対に言わないで」って言うくせに、言わないと言わないで怒るきんに君の様子』を募集する。小宮のフリートーク内で取り上げられたなかやまきんに君の奇行から派生したコーナー。スペシャルウィークのゲストになかやまきんに君を呼ぶために始まったコーナーだが、スケジュールの都合で断られ、2017年2月24日の放送で終了した（番組コーナーでは最短）。その後きんに君がゲストに来る際、あるいはきんに君のスケジュールNGにより別のゲストが代わりに来る際に不定期で復活している。
なぞなぞイッチー
2016年11月11日開始。市原隼人が出題しそうな『なぞなぞ』を募集するコーナー。前番組に市原が出演した際に、突然なぞなぞを出題した話題から派生した。2017年7月8日の放送で小宮の脳が焦げ切り終了。最後まで正解が出る事はなかった。
小宮不動産
一人暮らしを始めたい相田に向けて、小宮がリスナーから募集した物件を紹介するコーナー。2017年7月22日に開始したが、相田が一人暮らしを始めたことが『ダウンタウンDX』出演時に判明し、10月28日の放送で終了した。
新・アンナチュラル
相田がハマったTBS系ドラマ「アンナチュラル」を下敷きにしたコーナー。リスナーが遭遇した不自然・不可思議な出来事を、事実であるかは問わずに募集し、内容を読み上げた後にドラマのテーマソングである米津玄師「Lemon」が流される。2018年7月21日の放送で『Yurakucho: Become Human』に代替して終了した。
Yurakucho： Become Human
相田がハマったPlayStation 4用アクションアドベンチャーゲーム『Detroit: Become Human(デトロイト ビカム ヒューマン)』を下敷きにしたコーナー。シチュエーションと選択肢、選択と結末を募集する。内容を読み上げる際、実際のゲームと同じBGMが流れるが、これは発売元であるソニー・インタラクティブエンタテインメントと開発元であるクアンティック・ドリームの許諾を得て使用している。2019年5月17日の放送で『新・結婚できない男』に代替して終了した。
番組本のコーナー
2020年3月11日に発売された『三四郎のオールナイトニッポン5周年プレミアムブック ゲラヘー！』の内容をリスナーから募るコーナー。しかしながら、ほとんどの時間を「相田と小宮のどちらがこの本の編集長であるか」というとりとめのない言い争いに終始していた。本が刊行されたため、終了。
アベンジャー部、入部希望届！
2020年9月4日に発売されるゲームソフト『Marvel's Avengers（アベンジャーズ）』とのコラボコーナー。同時期に『佐久間宣行のオールナイトニッポン0』『Creepy Nutsのオールナイトニッポン0』でも行われているが番組によって募集内容が違っており、この番組では『お笑いヒーロー』からのメールを募集する。2020年9月4日放送分で終了。
新・結婚できない男
2019年5月24日開始。コーナー開始当時、相田が視聴してハマった、2006年フジテレビ系列で放送した「結婚できない男」から着想を得たコーナー。
阿部寛演じる主人公・桑野信介の偏屈な台詞を募集するコーナー。テーマソングは同番組の主題歌であるEvery Little Thingの「スイミー」。
2019年8月30日の放送では、共演した霜降り明星のせいやがメールを読み上げた。
2021年5月1日の放送をもって「シン・ドラゴン桜2」と入れ替わり終了。
シン・ブレインスリープ
株式会社『ブレインスリープ』とのタイアップコーナー。どんな人が「ブレインスリープ」の寝具を使うべきかをリスナーから募集する。毎週、その週で一番面白かったメールを送ったリスナー1名に「ブレインスリープピロー」が贈呈される。上記の「シン」シリーズを踏襲しているためか、相田が阿部寛の物真似をしながらメールを読むが恒例となっている。
マヂラブ軍 VS 三四郎軍 スピンオフ企画 見せてくれ! 誉れ!! GoT魅力プレゼン合戦
テレビゲーム『Ghost of Tsushima』とタイアップしたスポンサーコーナーであり、『マヂカルラブリーのオールナイトニッポン0(ZERO)』との対決企画。
お互いの番組のリスナーが「冥府から蘇り、武士の道から外れた『冥人リスナー』」としてどの様な行動をしたのかを募集し、紹介する。
紹介後、毎週番組を代表する「冥人リスナー」を一人決め、その後、公式ハッシュタグ『#冥人リスナー対決』の投稿数で勝敗を決定する。
バチボコレシート
レシート買取アプリ「ONE」とのコラボコーナー。レシートに書かれた内容と、そのレシートへのツッコミを「バチボコ」で締める文章を募集する。
uno使ってるんで
2024年4月より開始。資生堂「uno」とのコラボコーナー。リスナーからunoを使った事によって変わった事、潤った事を募集するコーナー。毎週、ベストメールに選ばれたリスナーには商品として『ウーノ アクネケアパーフェクションジェル』が贈呈された。同年5月末で終了。
でも、声はいいからなぁ～
2024年11月より開始。アサヒグループ食品『ミンティア プラスボイス』とのコラボコーナー。リスナーが体験した理不尽ながらも『でも、声はいいからなぁ～』と許せてしまうエピソードを募集する。同年11月29日放送分にて終了。
嘘つきの野球選手
2025年3月7日（8日深夜）放送分のみ行われた特別コーナー。野球選手が言ってそうな、盛りすぎてる、嘘っぽいエピソードトークをリスナーから募集した。そもそも三四郎の二人が野球に詳しくないこと、タイアップコーナーしかやりたくないという意向から、1回きりのコーナーとなった。

## ゲスト・その他の出演者

### 2015年
| 日付                 | 人物                 | 備考               |
| -------------------- | -------------------- | ------------------ |
| 8月26日（25日深夜）  | おかずクラブ         | スペシャルウィーク |
| 10月21日（20日深夜） | トレンディエンジェル | スペシャルウィーク |
| 12月16日（15日深夜） | ウエストランド       | スペシャルウィーク |

### 2016年
| 日付                                | 人物 | 備考                                                 |
| ----------------------------------- | --- | ---------------------------------------------------- |
| 1月6日（5日深夜）                   | ともしげ（モグライダー） | NOTTVゾーンにのみ出演                                |
| 2月17日（16日深夜）                 | アルコ&ピース 井口浩之（ウエストランド）                                                                                           | スペシャルウィーク 井口はNOTTVゾーンにのみ電話出演   |
| 4月2日（1日深夜）                   | 山下健二郎 | 前番組に三四郎が出演したことに合わせて番組冒頭に出演 |
| 4月9日（8日深夜）                   | 山下健二郎 | 番組冒頭で出演                                       |
| 4月23日（22日深夜）                 | カズレーザー（メイプル超合金） | スペシャルウィーク                                   |
| 5月21日（20日深夜）                 | 山下健二郎 | 番組冒頭で出演                                       |
| 6月18日（17日深夜）                 | 小峠英二（バイきんぐ） | スペシャルウィーク                                   |
| 8月27日（26日深夜）                 | 千鳥 | スペシャルウィーク                                   |
| 9月3日（2日深夜）                   | 山下健二郎 | 番組冒頭で出演                                       |
| 9月10日（9日深夜）                  | ラブレターズ | 小宮が体調不良で欠席したため、急遽出演               |
| 10月22日（21日深夜）                | 平井“ファラオ”光（馬鹿よ貴方は） ナダル（コロコロチキチキペッパーズ）                                                              | スペシャルウィーク                                   |
| 11月12日（11日深夜）                | 小栗旬 | 番組冒頭で出演                                       |
| 12月17日（16日深夜）                | 尾形貴弘・菅良太郎（パンサー） | スペシャルウィーク                                   |
| 2017年1月1日 （2016年12月31日深夜） | ラブレターズ 藤井青銅 マシンガンズ 三拍子 ルシファー吉岡 ぐりんぴーす インディアンス Aマッソ フレンチぶる Brian the Sun 瀬川あやか |                                                      |

### 2017年
| 日付                                | 人物 | 備考                                                                               |
| ----------------------------------- | --- | ---------------------------------------------------------------------------------- |
| 2月4日（3日深夜）                   | ニューヨーク 山下健二郎 | 山下は番組冒頭で出演                                                               |
| 2月25日（24日深夜）                 | あばれる君 | スペシャルウィーク                                                                 |
| 4月22日（21日深夜）                 | 銀シャリ | スペシャルウィーク                                                                 |
| 6月17日（16日深夜）                 | 花江夏樹 | スペシャルウィーク                                                                 |
| 8月19日（18日深夜）                 | 山下健二郎 | 番組冒頭で出演                                                                     |
| 8月26日（25日深夜）                 | 村上健志（フルーツポンチ） | スペシャルウィーク                                                                 |
| 10月21日（20日深夜）                | なかやまきんに君 | スペシャルウィーク                                                                 |
| 11月18日（17日深夜）                | 新内眞衣（乃木坂46） |                                                                                    |
| 12月2日（1日深夜）                  | ルシファー吉岡 |                                                                                    |
| 12月16日（15日深夜）                | 田中卓志（アンガールズ） | スペシャルウィーク                                                                 |
| 12月25日（24日深夜）                | アルコ&ピース アイクぬわら（超新塾） 西堀亮（マシンガンズ） | 三四郎のオールナイトニッポン0(ZERO) ラジオ・チャリティ・ミュージックソンスペシャル |
| 2018年1月1日 （2017年12月31日深夜） | ラブレターズ ランパンプス 三拍子 山本浩司（タイムマシーン3号） 四千頭身 ザ・パーフェクト ヤーレンズ マッハスピード豪速球 いかちゃん かわしゅん パーパー ゆにばーす 吉田山田 Blumio |                                                                                    |

### 2018年
| 日付                                | 人物 | 備考                                                           |
| ----------------------------------- | --- | -------------------------------------------------------------- |
| 3月3日（2日深夜）                   | 広瀬すず 竹内涼真 浜辺美波 大泉洋（TEAM NACS） 藤原竜也 菅田将暉                                                                                    | スペシャルウィーク すべてインタビュー出演                      |
| 6月16日（15日深夜）                 | あばれる君 バッドナイス常田 | スペシャルウィーク                                             |
| 7月14日（13日深夜）                 | ラブレターズ ほしのディスコ（パーパー） | 小宮が他番組収録で腹痛を起こし放送直前に早退したため、急遽出演 |
| 8月4日（3日深夜）                   | 金田哲（はんにゃ） 池田一真（しずる） | スペシャルウィーク                                             |
| 9月1日（8月31日深夜）               | ポール・ラッド | インタビュー出演                                               |
| 10月20日（19日深夜）                | 春日俊彰（オードリー） | スペシャルウィーク                                             |
| 12月15日（14日深夜）                | なかやまきんに君 | スペシャルウィーク                                             |
| 2019年1月1日 （2018年12月31日深夜） | ラブレターズ マシンガンズ 井口浩之（ウエストランド） バッドナイス常田 犬カブトムシ 宮下草薙 かが屋 マヂカルラブリー まるりとりゅうが にゃんぞぬデシ |                                                                |

### 2019年
| 日付                    | 人物 | 備考 |
| ----------------------- | --- | --- |
| 2月9日（8日深夜）       | 藤本敏史（FUJIWARA） たける（東京ホテイソン）                                                                                               | スペシャルウィーク                                                                                                  |
| 4月27日（26日深夜）     | 千葉美乃梨（NHKアナウンサー） | 『今日は一日"民放ラジオ番組"三昧〜#このラジオがヤバい〜』の宣伝も兼ねての出演                                       |
| 5月25日（24日深夜）     | 金田哲（はんにゃ） 池田一真（しずる） | |
| 6月15日（14日深夜）     | ダイアン | スペシャルウィーク                                                                                                  |
| 7月13日（12日深夜）     | さすらいラビー ランパンプス | |
| 8月17日（16日深夜）     | Creepy Nuts | |
| 8月31日（30日深夜）     | 霜降り明星 金田哲（はんにゃ） 亜生（ミキ） 池田一真（しずる）                                                                               | スペシャルウィーク                                                                                                  |
| 10月12日（11日深夜）    | 田中卓志（アンガールズ） | スペシャルウィーク                                                                                                  |
| 11月30日（29日深夜）    | 持田香織（Every Little Thing） | |
| 12月7日（6日深夜）      | なかやまきんに君 | |
| 12月31日 - 2020年1月1日 | ラブレターズ Creepy Nuts 佐久間宣行 井口浩之（ウエストランド） 金田哲（はんにゃ） ママタルト トンツカタン 赤もみじ 納言 ゾフィー みきなつみ | また、裏でTBSラジオの特別番組を放送していたハライチ、アルコ&ピース、うしろシティの3組が、局を跨ぐ形で電話出演した。 |

### 2020年
| 日付                    | 人物 | 備考                                                                                                   |
| ----------------------- | --- | --- |
| 1月11日（10日深夜）     | ラブレターズ | 小宮が歯の治療後の発熱にて欠席                                                                         |
| 2月1日（1月31日深夜）   | バッドナイス常田                                                                                                   | 小宮がインフルエンザにて欠席                                                                           |
| 2月22日（21日深夜）     | R-指定（Creepy Nuts） 夏帆                                                                                         | スペシャルウィーク                                                                                     |
| 3月7日（6日深夜）       | 星野源 中村義洋 岡村隆史 松坂桃李 シム・ウンギョン 藤井道人 長澤まさみ 吉沢亮 笑福亭鶴瓶 菅田将暉 二階堂ふみ GACKT | ｢第43回日本アカデミー賞スペシャル」表彰インタビュー収録 ゲストの名前はインタビュー出演時の登場順に記載 |
| 3月21日（20日深夜）     | 池田一真（しずる）                                                                                                 | |
| 9月12日（11日深夜）     | 菅田将暉 | スペシャルウィーク                                                                                     |
| 10月24日（23日深夜）    | 野田クリスタル（マヂカルラブリー） 都築拓紀（四千頭身）                                                            | スペシャルウィーク                                                                                     |
| 11月28日（27日深夜）    | 森本慎太郎 （SixTONES）                                                                                            | |
| 12月19日（18日深夜）    | なかやまきんに君                                                                                                   | スペシャルウィーク                                                                                     |
| 12月26日（25日深夜）    | 水溜りボンド | |
| 12月31日 - 2021年1月1日 | ラブレターズ マシンガンズ バッドナイス常田 錦鯉 青色1号 吉住 カカロニ 令和ロマン ひらめ                            | |

### 2021年
| 日付                    | 人物 | 備考 |
| ----------------------- | --- | --- |
| 1月16日（15日深夜）     | ラブレターズ | 小宮が前回に引き続き自宅待機のため |
| 2月20日（19日深夜）     | ウエストランド | スペシャルウィーク |
| 4月17日（16日深夜）     | 金田哲（はんにゃ） 池田一真（しずる） マシンガンズ（電話出演）                                                                 | バチボコプレミアムライブ終了後の生放送。 |
| 4月24日（23日深夜）     | U字工事 | スペシャルウィーク |
| 6月19日（18日深夜）     | 喉押さえマン 都築拓紀（四千頭身） 都留拓也（ラパルフェ）                                                                       | スペシャルウィーク 喉押さえマンは番組出演時は18歳未満（高校生）のため、実家から中継での出演。都留は四千頭身・都築にサプライズゲストとして呼ばれ、この番組に縁のある阿部寛に扮して登場。 |
| 7月24日（23日深夜）     | 柴田アイスピック（笑撃戦隊）                                                                                                   | 電話出演 |
| 8月7日（6日深夜）       | 塚本直毅（ラブレターズ） 村田大樹（赤もみじ） ルシファー吉岡                                                                   | 電話出演 相田が発熱により、番組開始以来初の欠席となった。 |
| 8月28日（27日深夜）     | 柴田アイスピック（笑撃戦隊） バッドナイス常田                                                                                  | |
| 9月11日（10日深夜）     | 阿諏訪泰義（うしろシティ） 村田大樹（赤もみじ）                                                                                | スペシャルウィーク 阿諏訪と村田は特別企画『小宮の体調が心配だ!! 食生活改善SP』に料理人として出演。                                                                                      |
| 10月23日（22日深夜）    | なかやまきんに君 | スペシャルウィーク |
| 11月20日（19日深夜）    | ともしげ（モグライダー） | 電話出演 |
| 12月18日（17日深夜）    | モグライダー | スペシャルウィーク |
| 12月31日 - 2022年1月1日 | ぺこぱ トム・ブラウン ラブレターズ 池田一真（しずる） バッドナイス常田 カナメストーン ストレッチーズ TCクラクション ラパルフェ | |

### 2022年
| 日付                    | 人物 | 備考                                                                                |
| ----------------------- | --- | ----------------------------------------------------------------------------------- |
| 1月15日（14日深夜）     | しょうへい（リニア） 加瀬部駿介（フレンチぶる）                                                                                              | 放送346回記念                                                                       |
| 1月29日（28日深夜）     | 宮川大輔 | スペシャルウィーク 録音による放送。                                                 |
| 2月5日（4日深夜）       | 塚本直毅（ラブレターズ） 加瀬部駿介（フレンチぶる） 都築拓紀（四千頭身）                                                                     | 電話出演 相田が新型コロナウイルス罹患により、欠席                                   |
| 3月19日（18日深夜）     | 菅田将暉 |                                                                                     |
| 4月23日（22日深夜）     | KAƵMA（しずる） | スペシャルウィーク                                                                  |
| 5月21日（20日深夜）     | バッドナイス常田 ラブレターズ 伊地知大樹（ピスタチオ） 都留拓也（ラパルフェ）                                                                | 小宮の喉の不調により、急遽出演                                                      |
| 6月18日（17日深夜）     | ほしのディスコ（パーパー） 都築拓紀（四千頭身） ともしげ（モグライダー）                                                                     | スペシャルウィーク ともしげは本編電話出演後、ファンクラブ内のアフタートークにも出演 |
| 8月6日（5日深夜）       | 都築拓紀（四千頭身） 村田大樹（赤もみじ） | 相田が体調不良により、欠席                                                          |
| 10月8日（7日深夜）      | ばし太 | 笑撃戦隊を解散及び「柴田アイスピック」から改名してピン芸人になってから初の出演。    |
| 10月22日（21日深夜）    | 高野正成（きしたかの） 河本太（ウエストランド）                                                                                              | スペシャルウィーク                                                                  |
| 12月24日（23日深夜）    | なかやまきんに君 | スペシャルウィーク                                                                  |
| 12月31日 - 2023年1月1日 | ラブレターズ マシンガンズ 高野正成（きしたかの） 阿諏訪泰義 村田大樹 オッパショ石 竹内ズ サノライブ ニッキューナナ ケビンス バッドナイス常田 |                                                                                     |

### 2023年
| 日付                 | 人物                                                      | 備考                                                                    |
| -------------------- | --------------------------------------------------------- | ----------------------------------------------------------------------- |
| 2月18日（17日深夜）  | 金田哲（はんにゃ.） 都築拓紀（四千頭身） KAƵMA（しずる）  | スペシャルウィーク                                                      |
| 2月25日（24日深夜）  | 都築拓紀（四千頭身）                                      | 電話出演                                                                |
| 3月18日（17日深夜）  | Creepy Nuts                                               |                                                                         |
| 4月22日（21日深夜）  | あばれる君 都築拓紀（四千頭身） バッドナイス常田          | スペシャルウィーク 都築、常田は電話出演                                 |
| 5月20日（19日深夜）  | 西堀亮（マシンガンズ） アイクぬわら（超新塾）             | 放送翌日に『THE SECOND 〜漫才トーナメント〜』に生出演するため、録音放送 |
| 6月17日（16日深夜）  | 風間蝮親 ひるちゃん（インポッシブル）                     | スペシャルウィーク ひるちゃんは電話出演 録音放送                        |
| 9月2日（1日深夜）    | 太田博久（ジャングルポケット） 松井ケムリ（令和ロマン）   | スペシャルウィーク                                                      |
| 10月20日（21日深夜） | 藤森慎吾（オリエンタルラジオ） ほしのディスコ（パーパー） | スペシャルウィーク                                                      |
| 11月25日（24日深夜） | ラブレターズ                                              | 小宮が体調不良により、欠席                                              |
| 12月15日（16日深夜） | なかやまきんに君                                          | スペシャルウィーク。録音放送。                                          |

### 2024年
| 日付                 | 人物                                        | 備考 |
| -------------------- | ------------------------------------------- | --- |
| 2月3日（2日深夜）    | HG（レイザーラモン） 高野正成（きしたかの） | スペシャルウィーク 高野は電話出演 |
| 4月20日（19日深夜）  | KAƵMA（しずる） 都築拓紀（四千頭身）        | スペシャルウィーク |
| 6月15日（14日深夜）  | 金田哲（はんにゃ.） 佐久間宣行              | スペシャルウィーク。当初は佐久間のみ発表されていたが、のちに金田が出演する事が発表された。 スケジュールの都合上、佐久間は4時台からの出演。 |
| 8月31日（30日深夜）  | 石田たくみ（カミナリ） 益子卓郎（U字工事）  | スペシャルウィーク |
| 10月26日（25日深夜） | ラブレターズ 都築拓紀（四千頭身）           | スペシャルウィーク。 三四郎の代演、年末でのゲストを多く務めてきたラブレターズがSPWのゲストとして出演するのは今回が初。                     |
| 12月14日（13日深夜） | 阿諏訪泰義 バッドナイス常田                 | スペシャルウィーク |

### 2025年
| 日付                | 人物                                          | 備考               |
| ------------------- | --------------------------------------------- | ------------------ |
| 2月8日（7日深夜）   | 森本晋太郎（トンツカタン） 村田大樹（ド桜）   | スペシャルウィーク |
| 4月26日（25日深夜） | 峯シンジ（ニッキューナナ） 池田一真（しずる） | スペシャルウィーク |

### 三四郎ファミリー
ゲストの中でも、特に出演回数が多い、定期的に出演している、年末年始の特番に決まって出演するゲストなどを三四郎ファミリーと呼んでいる。番組内で言及があった者のみを記載する。また小宮の独断と偏見で放送中に『番組卒業』を言い渡される者がいる。
- ラブレターズ - 塚本は卒業
- あばれる君 - 保留
- 金田哲（はんにゃ.）
- 池田一真（しずる）- 通称「不良」。
- なかやまきんに君
- バッドナイス常田
- マシンガンズ
- 井口浩之（ウエストランド）
- ほしのディスコ（パーパー）
- 都築拓紀（四千頭身）- 番組の風紀を乱したため、2023年内は停学
- 柴田アイスピック（元・笑撃戦隊）- 卒業
- 加瀬部駿介（フレンチぶる）- 相方の大西は退学
- 都留拓也（ラパルフェ）- 阿部寛として出演
- 阿諏訪泰義
- 村田大樹（元・赤もみじ、現・ド桜）
- ともしげ（モグライダー）- 性獣
- 伊地知大樹（元・ピスタチオ）- 自称ファミリー内のエース
- さすらいラビー
- ボールパイソン - 卒業
- アンジェロ
- アイクぬわら（超新塾）

## 放送休止事例

### 代理番組
- 2015年12月29日 - オールナイトニッポン ぶっとおしライブ LIVE FOR ONAIR
- 2019年1月4日 - 井口理
- 2019年10月18日 - WANIMA[注 3]
- 2020年1月3日 - 吉岡聖恵
- 2021年1月1日 - 浜辺美波
- 2021年12月24日 - SixTONES（ラジオチャリティーミュージックソンスペシャル）
- 2022年3月11日 - 第45回日本アカデミー賞スペシャル
- 2022年9月16日 - マカロニえんぴつ・はっとり[注 3]
- 2023年1月6日 - ビスケットブラザーズ
- 2023年3月10日 - 第46回日本アカデミー賞スペシャル
- 2024年1月5日 - WATWING
- 2024年3月8日 - 第47回日本アカデミー賞スペシャル
- 2024年9月13日 - IS：SUE[注 3]
- 2025年1月3日 - コレサワ
- 2025年3月14日 - 第48回日本アカデミー賞スペシャル

### ピンチヒッター
- 2021年1月8日 - 金田哲（はんにゃ）・都築拓紀（四千頭身）[注 4]

## 特別番組
- 2016年12月31日 25:00 - 29:00 三四郎のオールナイトニッポン 初笑いスペシャル
- 2017年12月24日 27:00 - 29:00 三四郎のオールナイトニッポン0 ラジオ・チャリティ・ミュージックソンスペシャル
- 2017年12月31日 23:30 - 29:00 三四郎のオールナイトニッポン 年越し初笑いスペシャル
- 2018年3月2日 通常枠 三四郎のオールナイトニッポン0 第41回日本アカデミー賞スペシャル[15]
  - 本来とは異なり、オープニングテーマ曲はハーブ・アルパート&ザ・ティファナ・ブラスの「BITTERSWEET SAMBA」となり、27時台のエンディングテーマ曲はMr.Children の「himawari」、28時台のエンディングテーマ曲はクリープハイプの「イト」となった。
  - フィラーは歴代の受賞作品の主題歌などが使われた。
  - 当日に限りLINE LIVEの映像配信と放送終了後のアフタートークは中止した。
- 2018年12月31日 25:00 - 29:00 三四郎のオールナイトニッポン 2019新春初笑いスペシャル
- 2019年8月30日 25:00 - 29:00 三四郎と霜降り明星のオールナイトニッポン プレミアムラジオフライデー!絶対聴いてくれよなSP
- 2019年12月31日 23:45 - 29:00 三四郎のオールナイトニッポン 年越し初笑いSP 2019→2020
- 2020年3月6日 通常枠 三四郎のオールナイトニッポン 第43回日本アカデミー賞スペシャル
  - 本来とは異なり、エンディングテーマ曲はGacktの「ありったけの愛で」となった。
  - フィラーは歴代の受賞作品の主題歌などが使われた。
- 2020年12月31日 23:50 - 28:30 三四郎のオールナイトニッポン 年越し初笑いスペシャル2020→2021
- 2021年12月31日 23:50 - 29:00[注 5] 三四郎のオールナイトニッポン 年越し初笑いスペシャル2021→2022
- 2022年12月31日 23:30 - 29:00 三四郎のオールナイトニッポン 年越し初笑いスペシャル2022→2023
- 2023年2月17日 通常枠 オールナイトニッポン55周年記念 オールナイトニッポン55時間スペシャル 三四郎のオールナイトニッポン

※ニッポン放送の放送時間のみ記載

## 番組内の出来事
- 2017年4月まで番組ノベルティが存在していなかったが、番組のリスナーであったイラストレーターの中村佑介が小宮の似顔絵を描いたことをキッカケに、小宮が肖像権を理由に冗談で文句を言いつつ「訴えてほしくなかったら相田の絵も描いて、番組ステッカー用のイラストを描いてください」とラジオ内で発言した。のちに中村が要望に応えて三四郎二人のイラストを描き下ろし、2017年4月1日の放送でイラストを印刷したステッカーをノベルティとして配布することが決定した[20]。
- 三四郎2人は結婚発表を当番組のオープニングトークで発表している。小宮は2022年2月26日（25日深夜）放送分で、同年2月22日に結婚していたことを発表した。[21]。相田は2025年4月26日（25日深夜）放送分で、同年2月に結婚していたを発表。小宮も相田も事務所の先輩やラジオのスタッフ等には事前に伝えていたが、相方にはサプライズ的に発表したかったため、放送当日まで秘密にしていた。なお相田については当日は奇しくもスペシャルウィークでタイトルの最後に急遽「重大発表」を入れたことに疑問を感じた小宮から相田に「何か重大発表ある？」に振ったタイミングで結婚の発表に至った。

## 番組イベント
『三四郎のオールナイトニッポン 5周年記念 バチボコプレミアムライブ』（中止）
2020年3月14日、東京・東京国際フォーラム ホールAにて開催予定、全国の映画館にてライブビューイングが実施される予定であったが、新型コロナウイルスのCOVID-19の流行の影響により、中止となった。出演予定であったゲストはなかやまきんに君、金田哲（はんにゃ）、池田一真（しずる）、マシンガンズ。
その後、同年3月21日の放送にてL'Arc-en-Cielのファンが「#エアMMXX」というハッシュタグを使用し、中止になったライブのエア実況がトレンド入りをしたという話題から、三四郎の2人が「バチボコプレミアムライブに“行っている風”のツイート」を「#三四郎ANN」というハッシュタグをつけてツイートしてほしいとリスナーに対し呼びかけた結果、土曜日の午後にも関わらずツイッター上でトレンド入りを果たした。
『三四郎のオールナイトニッポン6周年記念 バチボコプレミアムライブ リベンジ』（2021年4月16日、会場：東京国際フォーラム ホールA）
2020年12月11日の放送で番組イベントの開催のため準備していると発表、そのため番組イベントのページが更新された。
同月18日、第一弾のゲストがなかやまきんに君だと発表した。
2021年4月16日に東京国際フォーラム ホールAにて開催、ゲストとしてなかやまきんに君・金田哲（はんにゃ）・池田一真（しずる）が出演し、映像配信では副音声としてマシンガンズが出演した。
『ニッポン放送開局70周年 三四郎のオールナイトニッポン10周年記念 バチボコプレミアムライブ in 日本武道館』（2024年11月24日、会場：日本武道館）
2024年4月6日（7日深夜）の放送で開催を発表。
同月19日、第一弾のゲスト発表が行われ、金田哲（はんにゃ）、KAƵMA（しずる）の出演が発表された。
同年6月28日（29日深夜）放送にて第二弾のゲスト発表が行われ、レイザーラモンHG、R-指定（Creepy Nuts）の出演が発表された。
同年11月15日（16日深夜）放送にて、ライブ配信チケットの販売が告知され、“超絶スピン副音声”を都築拓紀（四千頭身）が担当することが発表された。
ライブ当日では、バッドナイス常田が開演前のナレーションを担当。シークレットゲストとして番組内で度々話題となった「鳥人間コンテスト」の滑空機部門のパイロット選手である大木祥資、年一恒例のゲストであるなかやまきんに君が登場した。イベント終了後、このイベントの紙DVD（イベント内容の書き起こし本）の発売が発表された。

## スタッフ
三四郎（特に小宮）はディレクターと構成以外のスタッフの名前を覚える気が無くあだ名で呼ぶ事がある。

### 現在
- プロデューサー：野上大貴
- ディレクター：内田悠菜
- 構成：福田卓也、高橋亘（トゥルーマン翔）
- AD：水野開（ラグビー）
- ミキサー：寺本剛（ハゲ）
- 17LIVE（イチナナ）スタッフ：パソコンオタク、ヤリサーのリーダー（もも）

### 過去
ディレクター・構成以外は特に言及なく変更になっていることがあり、全てを網羅しているわけではない。
- ディレクター：石井玄（2020年6月12日放送分まで）、金子司（2023年3月31日放送分まで）
- 構成：畠山健（ハタケ）
- AD：三浦憲高（初代および4代目AD。4代目は2018年6月30日放送分まで）、舟崎彩乃、小さい女の子(詳細不明)、齋藤修、落合凌大（落合くん）（2023年4月7日放送分まで）、岩田南実（イワタ）
- ミキサー：大坪秀嗣（ハンサム）
- ミクチャスタッフ：岡本ケンタ（ネズミ）
- HAKUNA Liveスタッフ：女性二人組（ダウ90000）